# Bomba Tsar
La Bomba Tsar (en rus: Царь-бомба) és el sobrenom per la bomba d'hidrogen AN602 que ha estat, fins ara, la bomba més gran i més poderosa que hagi esclatat. Va ser creada com a demostració i amb fins científics i d'investigació, també coneguda com a mare de Kuzka (en rus Кузькина мать), fent referència a una expressió russa "Показать кузькину мать (кому-либо)" (literalment: "per mostrar la mare Kuzka a algú") que significa "donar-li a algú una lliçó, per a castigar a algú d'una manera brutal". Altres noms donats a la bomba són Projecte 7000, Product code 202 (Izdeliye 202), Gran Ivan, entre d'altres. El director del projecte va ser Ígor Kurtxàtov (1903 - 1960) (Игорь Курчатов Васильевич), un físic rus.
Desenvolupada en la Unió Soviètica, de primer va ser dissenyada per tenir una equivalència de 100 megatones de TNT; tanmateix la bomba va ser reduïda a 50 megatones que és una quarta part de l'energia alliberada en l'erupció del volcà Krakatoa el 1883.
Només en va explotar una d'aquest tipus el dia 30 d'octubre de 1961, a l'arxipèlag de Nova Terra.
Les restes de la bomba es troben al museu rus de les armes atòmiques.
L'agost de l'any 2020 per celebrar els 75 anys de la indústria nuclear, es desclassificaren les filmacions de la detonació per part de Rosatom que publicà a YouTube un vídeo documental de la Bomba del Tsar.

## Prova

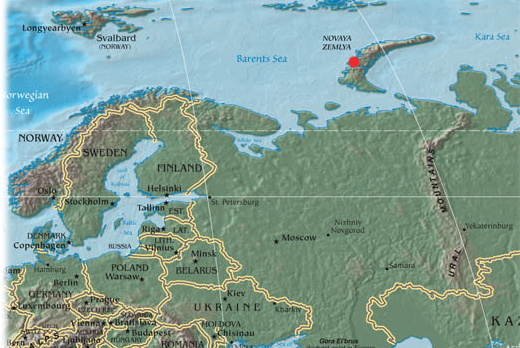
El punt vermell indica el lloc on va explotar la bomba.

Va ser llançada per un avió modificat Túpolev Tu-95 que va enlairar-se d'un aeroport de la Península de Kola.
La bomba pesava 27 tones i mesurava 8 m de llarg i 2 m de diàmetre.
La bomba Tsar va detonar a les 11:32 hores del dia 30 d'octubre de 1961 a la badia de Mitiuixikha al nord del Cercle polar àrtic a l'illa de Nova Terra. Va ser llançada des de 10,5 km d'altitud i estava dissenyada per a explotar a 4 km d'altitud.
La bola de foc tocà la terra i a més va arribar gairebé fins a l'altitud de l'avió que la va llençar. La calor produïda hauria produït cremades de tercer grau a 100 km del nucli. El "nuvol bolet" va pujar a 64 km d'altitud ja dins de la mesosfera. L'explosió es va sentir i veure a Finlàndia i a Suècia. També va produir una ona sísmica mesurable.